# Nadja Umbricht Pieren
Nadja Umbricht Pieren (Berna, 14 febbraio 1980) è una politica svizzera dell'Unione Democratica di Centro (UDC). Dal 2011 è membro del Consiglio nazionale per il Canton Berna.

## Biografia
Ha iniziato la sua attività politica nel consiglio comunale di Burgdorf dal 2009 al 2015 e come membro del Gran Consiglio del Canton Berna dal 2010 al 2011.
Presentatasi alle elezioni federali del 2011, venne eletta Consigliera nazionale per il Canton Berna con 92 448 voti, undicesima tra i candidati eletti più votati del cantone. Fu rieletta nel 2015 (113 608 voti, quarta eletta più votata), nel 2019 (102 467 voti, quarta eletta più votata), e nel 2023 (101 447 voti, sesta eletta più votata).
Da maggio 2010 a aprile 2015 fu vicepresidente dell'UDC.